# 青春の影 (チューリップの曲)
「青春の影」（せいしゅんのかげ）は、1974年6月5日に発売されたチューリップの通算6枚目のシングル。

## 解説
「心の旅」から、しばらくアイドル路線を走っていたチューリップが、そのイメージを払拭し、自分達が目指していた本来の音楽に路線修正するために発表したバラード楽曲。
アルバム『TAKE OFF(離陸)』からのリカットだが、テイクが異なっている。この曲のリリースに周囲は大反対だったというが、ビートルズに倣って基本的にシングル曲はアルバムに入れないというコンセプトに反してまでのメンバーの固い意志と、プロデューサーの新田和長の意向もあり、最終的に発売が決定した。ボーカルもそれまでの姫野達也から財津和夫へ変更している。
結婚式などで歌われることも多いが、別れの歌とも始まりの歌ともとれる内容である。JASRACのデータベースによれば、副題は「I'll always remember you」である。
財津によると、「歌詞はビートルズの「The Long And Winding Road」をモチーフにした」としている。また前述のように、別れの歌とも始まりの歌ともとれる内容ではあるが、財津自身は「二人の関係が「恋」から「愛」に変わった。ただそれだけ（後略）」・「単純に、主人公である男の成長を歌にしてみようと思った」・「「ただの女、ただの男」になることが確かな幸せにつながると言いたかった」と語っており、平凡な幸せこそが最高だと説いた純粋な恋の歌である。
後のインタビューで、ファンハウス時代のプロデューサーの金子文枝と、1997年の再結成時にエグゼクティブプロデューサーの小野浩次は、この曲をチューリップのベスト曲に挙げた。
この曲は、日本国内で様々なアーティストにカバーされているが、香港の俳優・歌手のアンディ・ラウが「永遠記得你」というタイトルでカバーし、広東語で歌っているものもある。
チューリップをマネジメントした草野昌一が、「ぼくが好きだった曲」と題して墓標に刻まれた30曲のうちの一つで、唯一の邦楽曲でもある。ただ、「草野はこの曲のシングル化に反対していたと聞いているので、なぜこの曲が墓標に刻まれたのかよくわからない」と財津は語っている。
2016年10月25日には「心の旅」と共に『2006 Anniversary Mix』がシングルカットされた。これが、2021年現在最後のチューリップのシングルである。

## 収録曲
全曲作詞・作曲：財津和夫　編曲：チューリップ
1. 青春の影
  - 弦管編曲：青木望
2. 一本の傘

## 本作を使用した作品
- フジテレビ系ドラマ『ひとつ屋根の下』、『ひとつ屋根の下2』 - 挿入歌
- 映画『さよなら、クロ』 - 主題歌
- 木曜時代劇『夏雲あがれ』 - 主題歌
- ダイドードリンコ「ダイドーブレンドコーヒー」 - CMソング（1992年）
- クレヨンしんちゃん「第396話、Ｂパート『新しい家を探すゾ』」挿入歌(2001年)
- 三井住友銀行「中小企業 ビジネスセレクトローン」 - CMソング（2002年）
- 探偵!ナイトスクープ「夢の特急はまかぜ」 - 挿入歌(2003年)・「つむじフェチの女」 - 挿入歌(2024年)
- 関西電力「企業広告 阪神・淡路大震災から10年」 - CMソング（2005年）
- キリン「クラシック・ラガー」 - CMソング（2006年）
- テレビ東京「Friend-Ship Project」 - テーマソング（2008年）
- セブン&アイ・ホールディングス「セブン-イレブン」 - CMソング（2010年）
- 大東建託「企業CM 賃貸住宅にできることを、もっと。」 - CMソング（2012年）
- TBS系ドラマ『ガチバカ!』 - 第8話のみ挿入歌に使用
- 九州電力「企業広告 みらいへの手紙」 - CMソング（2017年）
- 吉住　「時をかける女」 - プロダクション人力舎所属のお笑い芸人・吉住によるコントネタ。

## カバー

### 青春の影
- 西城秀樹 『HIDEKI SONG BOOK』（1981年）
- アンディ・ラウ - 「永遠記得你」として広東語でカバー。アルバム『永遠記得你』（1989年）収録。
- 福山雅治 『「福山エンヂニヤリング」サウンドトラック The Golden Oldies』（2002年）
- 鬼束ちひろ  コンサート「Jive the Keys　FUNKY802 14th Anniversary Special」（2003年6月1日）にて。同年6月28日放送。『UN AMNESIAC GIRL 〜First Code (2000-2003)〜』（2024年）
- The Kaleidoscope 『street days』（2004年）
- つばき 『卒業アルバム』（2004年）
- BLUE AGE ORCHESTRA（2004年）
- CANCION - シングル「青春の影／交差点」（2006年2月1日発売）収録。
- INSPi - アルバム『インスピ･復刻盤3』（2006年）収録。
- つんく - 『V3〜青春カバー〜』（2006年）収録。
- 岩崎宏美 - 『Dear Friends III』（2006年）収録。
- NapsaQ - 『NapsaQ〜青春ソングリクエストアルバム〜』（2006年）収録。
- Chicken Garlic Steak  - 『FACE』（2007年）収録。
- 伴都美子 - 『VOICE 2〜cover lovers rock〜』（2008年）収録。
- 大友康平 - 『J-STANDARD 70's』（2008年）収録。
- LUNKHEAD - 『素晴らしい世界』（2008年）収録。
- 大野真澄 - 『Vocal's Vocals』（2009年）収録。
- 荻野目洋子 - アルバム『Songs & Voice』（2009年）収録。
- 中村あゆみ - 『VOICEⅢ～青春の光と影～』（2010年）収録。
- 庄野真代 - アルバム『Reminiscence blue』（2011年）収録。
- 柴田淳 - 『COVER 70's』（2012年）収録。
- 森恵 - 『RE:MAKE1』（2013年）収録。
- イム・ヒョンジュ - アルバム『Two Hearts,One Love』（2013年）収録。
- クリス・ハート - アルバム『Heart Song II』（2014年）収録。
- やなわらばー - アルバム『縁唄〜フォークソングとやなわらばー〜』（2015年4月8日発売）収録。
- 城南海  - 『ミナミカゼ』（2015年ポニーキャニオン PCCA-04231）収録。
- 一青窈 - アルバム『ヒトトウタ』（2015年）収録。
- 山崎育三郎 - アルバム『1936 〜your songs〜』（2016年）収録[3]。
- 翠千賀 - アルバム『耀宴』（2017年）収録。
- 鈴木雅之 − アルバム『DISCOVER JAPAN III』（2017年）収録。
- Baby Boo - アルバム『うたごえ喫茶アルバム〜青春のうた〜』（2020年）収録。
- 木山裕策 - アルバム『ホーム&ライヴズ』（2021年）収録。
- 徳永ゆうき - 『徳永、奏でる』（2021年）収録。
- 松阪ゆうき - アルバム『ファースト・アルバム ～遥かな人よ』（2021年）収録。